# Simfonie în alb
Simfonie în alb este un film românesc din 1966 regizat de Ervin Szekler.